# Brachodidae
Brachodidae là một họ bướm đêm bay vào ban ngày, họ này gồm khoảng 100 loài phân bố khắp thế giới (Edwards et al. 1999). Quan hệ và hiện trạng của các chi hiện thuộc họ này khônng được biết hoàn toàn.

## Chi
- Atractoceros
- Brachodes
- Callatolmis
- Euthorybeta
- Gora
- Hoplophractis
- Jonaca
- Miscera
- Nigilgia
- Palamernis
- Phycodes
- Polyphlebia
- Procerata
- Pseudocossus
- Sagalassa
- Sisyroctenis
- Synechodes
- Tegna